# Virus d'Epstein-Barr
El virus d'Epstein-Barr (EBV), també anomenat herpesvirus humà 4 (HHV-4), és un virus de la família herpesviridae (família que inclou el virus herpes simplex 1 i 2, i és un dels virus més comuns en els humans). L'EBV és la causa més gran de mononucleosi aguda infecciosa, síndrome comuna caracteritzada per febre, gola irritada, fatiga extrema i glàndules limfàtiques inflamades. La infecció pel virus Epstein-Barr es dona a tot el món.
Hi ha fortes proves que és la causa principal de malalties en el sistema immunitari com la dermatomiositis, el lupus eritematós sistèmic, l'artritis reumatoide, la síndrome de Sjögren i l'esclerosi múltiple. També està associat a diabetis mellitus del tipus 1. Altres malalties on està implicat són càncers i malaltia de Hodgkin, etc. La majoria de gent infectada amb EBV adquireix immunitat adaptativa.
El virus Epstein-Barr rep el nom dels seus descobridors M. Anthony Epstein i Yvonne Barr.

## Transmissió
Per a la seva transmissió el virus es transmet a través de la saliva on es manté actiu durant diverses hores. És per això que a la mononucleosi infecciosa també se la coneix com a la «malaltia del petó». El període d'incubació comprèn de 30 a 50 dies i també hi ha persones que no arriben a desenvolupar-ne els símptomes.